# Ruggero Grieco
Ruggero Grieco (n. 19 august 1893, Foggia, Apulia, Italia – d. 23 iulie 1955, Massa Lombarda, Emilia-Romagna, Italia) a fost un politician italian.